# Dębica
Dębica este un oraș în Polonia precum și un producator de anvelope auto.